# Аккайын (Атырауская область)
Аккайын (каз. Аққайың, до 2006 г. — Соро́чинко) — село в Махамбетском районе Атырауской области Казахстана. Входит в состав сельского округа Бейбарыс. Код КАТО — 235655600.

## География
Населённый пункт расположен на правом берегу реки Урал.

## Население
В 1999 году население села составляло 130 человек (60 мужчин и 70 женщин). По данным переписи 2009 года, в селе проживало 89 человек (46 мужчин и 43 женщины).